# Kodeks 0115
Kodeks 0115 (Gregory-Aland no. 0115) ε 57 (Soden) – grecki kodeks uncjalny Nowego Testamentu na pergaminie, paleograficznie datowany na IX lub X wiek. Dawniej datowano go na VIII wiek. Rękopis przystosowany został do czytań liturgicznych, do naszych czasów zachował się we fragmentarycznym stanie, przechowywany jest w Paryżu. Jest wykorzystywany w krytycznych wydaniach greckiego Nowego Testamentu.

## Opis
Do naszych czasów zachowały się dwie karty kodeksu o rozmiarach 25 na 18 cm, z tekstem Ewangelii Łukasza (9,35-47; 10,12-22). Tekst pisany jest dwoma kolumnami na stronę, 23 linijki w kolumnie . Obie karty dołączone zostały do kodeksu Regius 314 (lekcjonarz 88) liczącego 190 kart. Kodeks 0115 stanowiony jest przez karty 179 i 180 z tego rękopisu.
Inicjały są w kolorze czerwonym i umieszczone zostały przed kolumną tekstu. Według odkrywcy rękopisu kształty liter przypominają Kodeks Efrema. Litery mają kształt podłużny. Według Gregory’ego litery delta oraz theta zachowały wczesne kształty (z paleograficznego punktu widzenia). Stosuje przydechy i akcenty, jakkolwiek nie zawsze.
Tekst dzielony jest według dwóch systemów, według długich jednostek κεφαλαία (rozdziały), których numery podano na marginesie, a ich τίτλοι (tytuły) na szczycie stron. Zastosowano także podział według krótkich Sekcji Ammoniusza, z odniesieniami do Kanonów Euzebiusza (pisanymi pod numerami Sekcji Ammoniusza). Na marginesie zawiera noty do czytań liturgicznych oraz noty muzyczne.

## Tekst
Tekst kodeksu reprezentuje tekst mieszany, pochodzący z kilku tradycji tekstualnych. Według Gregory’ego w tekście Łukasza 10,12-22 rękopis w 15 miejscach różni się od Textus receptus w wydaniu Elzevierów. Kurt Aland zaklasyfikował go do kategorii III. W wydaniach Novum Testamentum Graece Nestle-Aland zacytowano rękopis 0115 w 14 miejscach, w 13 z nich jest zgodny z tekstem bizantyjskim. Rękopis nie był badany według Claremont Profile Method, tj. metody wielokrotnych wariantów.
W Łk 9,38 przekazuje wariant ανεβοησεν (krzyknął), w czym jest zgodny z A R W Θ oraz rękopisami reprezentującymi bizantyjską tradycję tekstualną. Rękopisy aleksandryjskie stosują wariant εβοησεν (krzyknął), taki też wariant stosują wydania Novum Testamentum Graece Nestle-Alanda.
W Łk 10,21 przekazuje wariant εν τω πνευματι (w duchu), w czym jest zgodny z Chester Beatty I i minuskułem 892. Rękopisy aleksandryjskie przekazują wariant εν τω πνευματι τω αγιω (w duchu świętym), rękopisy bizantyjskie τω πνευματι (duchu).

## Historia
Scholz datował rękopis na VIII wiek. Taką też datę dał mu Tischendorf, ponieważ litery delta i theta nie mogły mieć takich kształtów po wieku VIII. Scrivener za Tischendorfem datował rękopis na wiek VIII, podobnie Gregory, Eberhard Nestle i Hermann von Soden. W połowie XX wieku zmieniono datowanie rękopisu i uznano, że jest on nieco młodszy. Kurt Aland datował kodeks na IX lub X wiek. W ten sam sposób datuje go obecnie INTF .
Rękopis odkrył Scholz, który podczas przeglądania kodeksu Regius 314 (lekcjonarz 88), znalazł na jego końcu dwie karty Ewangelii Łukasza, które miały inne pochodzenie niż pozostała część Regius 314. Sporządził pierwszy opis fragmentu, który opublikował w 1823 roku. Konstantin von Tischendorf w 1846 roku wydał tekst rękopisu. Tischendorf wciągnął go na listę rękopisów Nowego Testamentu w 1850 roku i nadał mu siglum W. W roku 1862 dał mu siglum Wa, aby odróżnić od innego rękopisu oznaczanego literą W. Gregory w 1908 roku dał mu siglum 0115.
Tekst rękopisu jest wykorzystywany w krytycznych wydaniach greckiego Nowego Testamentu (NA26, NA27).
Rękopis przechowywany jest we Francuskiej Bibliotece Narodowej (Gr. 314, ff. 179, 180) w Paryżu .